# Андростерон
Андростеро́н — мужской половой гормон (андроген), основной продукт метаболизма тестостерона.
Обладает биологическим действием тестостерона (в 10 раз менее активен), способен стимулировать развитие вторичных половых признаков у позвоночных. Гормональная активность андростерона, выделяемого в значительных количествах с мочой, используется для оценки уровня продукции андрогенов в организме и положена в основу количеств, оценки биологического действия мужских половых гормонов.